# NGC 5264
NGC 5264 ist eine irreguläre Zwerggalaxie vom Hubble-Typ IB(s)m im Sternbild Wasserschlange südlich des Himmelsäquators. Sie ist schätzungsweise 16 Millionen Lichtjahre von der Milchstraße entfernt und hat einen Durchmesser von etwa 15.000 Lichtjahren.
Im selben Himmelsareal befinden sich u. a. die Galaxien IC 4309, IC 4319, IC 4321, IC 4324.
Das Objekt wurde im Jahr 1835 von dem Astronomen John Herschel mithilfe seines 18,7 Zoll-Spiegelteleskops entdeckt und später von Johan Dreyer in seinem New General Catalogue verzeichnet.